# KonoSuba: God’s Blessing on This Wonderful World! Legend of Crimson
KonoSuba: God’s Blessing on This Wonderful World! Legend of Crimson (jap. この素晴らしい世界に祝福を！紅伝説 Kono subarashii sekai ni shukufuku o! Kurenai densetsu) – japoński film animowany z 2019 oparty na serii light novel KonoSuba autorstwa Natsume Akatsukiego. Za reżyserię na podstawie scenariusza Makoto Uezu odpowiadał Takaomi Kanasaki, natomiast produkcją zajęło się studio J.C.Staff. Premiera w japońskich kinach odbyła się 30 sierpnia 2019.

## Fabuła
Po niedawno nieudanej misji Kazuma Satō, Aqua, Megumin i Darkness zostają odwiedzeni przez Yunyun, która wyjaśnia, że otrzymała list od swojego ojca, w którym napisano, że powinna mieć syna z Kazumą, aby ich dziecko mogło pomścić mieszkańców Wioski Karmazynowych Demonów, jej rodzinnej miejscowości, gdy zostanie zniszczona. Jednak odkrywają, że fragment sugerujący, iż Yunyun ma mieć syna z Kazumą, był w rzeczywistości urywkiem fanfika napisanego przez jednego z jej szkolnych kolegów, który przypadkowo został wysłany razem z listem. Mimo to Megumin postanawia sprawdzić stan swojej wioski, więc drużyna Kazumy prosi Wiz o teleportację.
Po pokonaniu grupy orczyc oraz armii goblinów z pomocą Yunyun i członków Klanu Karmazynowych Demonów, drużyna Kazumy dociera do wioski i odwiedza ojca Yunyun, który przyznaje, że wyolbrzymił skutki ataku na wioskę przeprowadzonego przez jednego z generałów króla demonów, Sylvię. W rzeczywistości Karmazynowe Demony bez trudu odpierały wszystkie dotychczasowe ataki Sylvii. Następnie drużyna Kazumy odwiedza dom Megumin i poznaje jej rodzinę, która zaczyna interesować się Kazumą ze względu na jego majątek. Następnego dnia Megumin oprowadza Kazumę i Aquę po wiosce, pokazując im swoją szkołę oraz magazyn, w którym przechowywany jest Zabójca Magów – broń zdolna do zniszczenia świata. Później odnajdują Darkness walczącą z Sylvią i jej armią, jednak Sylvia wycofuje się, gdy dowiaduje się od Kazumy o klęsce Verdi, Vanira i Hansa. Tego samego wieczoru Sylvia porywa Kazumę i zabiera go do magazynu, by ukraść Zabójcę Magów, jednak Kazuma zastawia na nią pułapkę i ucieka, ponownie dołączając do swojej drużyny. Następnie Sylvia łączy się z Zabójcą Magów i zaczyna niszczyć Wioskę Karmazynowych Demonów. Drużyna Kazumy odnajduje zaawansowany technologicznie karabin, stworzony do zwalczania Zabójcy Magów, i używa go, aby zabić Sylvię.
Umierająca Sylvia spotyka Verdię i Hansa w zaświatach, po czym łączy się z nimi, by odrodzić się jako gigantyczny potwór. Wiz i Vanir przybywają do wioski w ramach podróży biznesowej, lecz ostatecznie dołączają do walki. Wiz zbiera magię członków Klanu Karmazynowych Demonów i przekazuje ją Megumin oraz Yunyun, podczas gdy Kazuma uwodzi Sylvię, aby zyskać na czasie. Megumin i Yunyun niszczą Sylvię potężnym, połączonym atakiem, a Kazuma również ginie w tym starciu. Po wszystkim Kazuma zostaje wskrzeszony i wraca z drużyną do Axel. Podczas pikniku Megumin prosi Kazumę, by przekazał jej punkty doświadczenia na inną umiejętność, aby mogła stać się bardziej wszechstronnym magiem, niezależnym od magii eksplozji. Jako pożegnanie rzuca swoją ostatnią eksplozję, ale ku swojemu zaskoczeniu zaklęcie okazuje się znacznie potężniejsze niż zwykle. Uświadamia sobie, że Kazuma zignorował jej prośbę i zamiast tego ponownie zainwestował punkty w eksplozję. Gdy dołączają do reszty drużyny, dym po wybuchu układa się na niebie w kształt serca.

## Obsada
| Postać      | Seiyū            |
| ----------- | ---------------- |
| Kazuma Sato | Jun Fukushima    |
| Aqua        | Sora Amamiya     |
| Megumin     | Rie Takahashi    |
| Darkness    | Ai Kayano        |
| Yunyun      | Aki Toyosaki     |
| Wiz         | Yui Horie        |
| Vanir       | Masakazu Nishida |
| Chomusuke   | Hitomi Nabatame  |
| Komekko     | Maria Naganawa   |
| Hyoizaburoo | Hiroki Takahashi |
| Yuiyui      | Mamiko Noto      |
| Hiropon     | Tsuguo Mogami    |
| Luna        | Sayuri Hara      |
| Ruffian     | Tetsu Inada      |
| Verdia      | Hiroki Yasumoto  |
| Hans        | Kenjirō Tsuda    |
| Sylvia      | Akeno Watanabe   |

## Produkcja
W lipcu 2017 aktorzy głosowi Jun Fukushima i Rie Takahashi ogłosili w audycji radiowej na HiBiKi Radio Station projekt anime związany z serią light novel KonoSuba autorstwa Natsume Akatsukiego, jednak nie potwierdzili jego charakteru. W czerwcu 2018 ujawniono, że projekt będzie filmową adaptacją powieści i że zostanie wyprodukowany przez studio J.C.Staff zamiast Studio Deen, które zanimowało dwa pierwsze sezony anime KonoSuba. Takaomi Kanasaki został reżyserem filmu, Makoto Uezu odpowiadał za scenariusz, a Koichi Kikuta za projekty postaci. W tym samym miesiącu potwierdzono, że Jun Fukushima, Sora Amamiya, Rie Takahashi, Ai Kayano, Yui Horie i Aki Toyosaki powrócą do swoich ról jako Kazuma Satō, Aqua, Megumin, Darkness, Wiz i Yunyun. Pełny tytuł filmu, KonoSuba: God’s Blessing on This Wonderful World! Legend of Crimson, ujawniono w listopadzie 2018.

## Ścieżka dźwiękowa
W czerwcu 2018 ujawniono, że Masato Kōda skomponuje ścieżkę dźwiękową do filmu. W kwietniu 2019 podano do wiadomości, że Ai Kayano, Rie Takahashi i Sora Amamiya wykonają pierwszy utwór końcowy, zatytułowany „My Home Town” (jap. マイ・ホーム・タウン), natomiast Machico zaśpiewa drugi utwór końcowy, „1 Millimeter Symphony” (jap. 1ミリ Symphony). Oryginalna ścieżka dźwiękowa filmu, zatytułowana Sumiwataru aozora ni kibō no noroshi o! (jap. 澄み渡る青空に希望の狼煙を!), została wydana w Japonii przez Nippon Columbia 4 września 2019.

## Wydanie
Film KonoSuba: God’s Blessing on This Wonderful World! Legend of Crimson miał swoją premierę w Japonii 30 sierpnia 2019, natomiast w wersji 4DX został wydany 4 października. W Stanach Zjednoczonych film ukazał się 12 listopada 2019, a w Wielkiej Brytanii 12 grudnia tego samego roku.
4 kwietnia 2025 film został udostępniony w serwisie Canal+ online w wersji z polskimi napisami.